# Ambassade d'Estonie en France
L'ambassade d'Estonie en France est la représentation diplomatique de la république d’Estonie auprès de la République française. Elle est située 17, rue de La Baume dans le 8e arrondissement de Paris. Son ambassadeur est, depuis 2021, Lembit Uibo.

## Histoire

### 1918-1940
L'Estonie devient indépendante en 1918. La même année, elle ouvre sa première représentation diplomatique dans un appartement loué 7 rue de l'Alboni (16e arrondissement), qui déménage quelques années plus tard dans un bâtiment plus grand, 6 rue Magellan (8e arrondissement). En 1936, l'ambassade déménage 4 rue du Général-Appert, dans un hôtel particulier du début du siècle racheté aux héritiers du baron Mallet. Bâtiment spacieux de trois étages, richement meublé, doté d'une cinquantaine de pièces et d'un grand escalier en marbre, il est rénové pour centraliser au même endroit les bureaux de l'ambassade, la résidence de l'ambassadeur ainsi que les logements des employés de la légation. En 1940, l'Estonie est envahie par l'URSS et la France perd la guerre face à l'Allemagne nazie. L'ambassadeur doit remettre les clefs du bâtiment à la préfecture de police. La propriété passe ensuite sous l'autorité de celle de l'URSS même si, sous l'Occupation, les Allemands y installent un bureau d'achat géré par Michel Szkolnikoff, collaborateur et trafiquant. Rendu à l'URSS en 1945, l'hôtel particulier est finalement démoli dans les années 1970 afin de construire à la place un immeuble destiné à loger les employés de la mission économique soviétique.

### Depuis 1991
En 1991, la chute de l'URSS conduit l'Estonie à retrouver son indépendance. Le pays entame alors une action en justice pour récupérer son ancienne propriété et réclamer des dédommagements à la Russie pour occupation illégale. Il bénéfice de l'aide du député Michel Pelchat, président du groupe d'amitié franco-baltique. Le tribunal se déclare pourtant incompétent. À la fin de la même année, la France met à disposition des légations de l'Estonie, de Lettonie et de Lituanie un bâtiment situé 14 boulevard Montmartre (9e arrondissement) : la légation du premier pays occupe cinq pièces du dernier étage alors que les deux autres se partagent celui du dessous. Le 6 décembre, l'ambassade est inaugurée en présence du ministre français des Affaires étrangères Roland Dumas, du maire de l'arrondissement Gabriel Kaspereit, du chef d'État estonien Arnold Rüütel, de son ministre des Affaires étrangères Lennart Meri et de la chargée d'affaires Malle Talvet. De nos jours, un restaurant Hard Rock Cafe occupe le rez-de-chaussée.
Bien trop exigus pour une ambassade et éloignés des quartiers diplomatiques, ces locaux sont abandonnés en 1998 au profit de nouveaux, loués 46 rue Pierre-Charron (8e arrondissement), que l'ambassadrice Ruth Lausma Luik espère toutefois temporaires. Beaucoup plus grands, ils permettent la tenue de réceptions, d'expositions et de conférences. En 2001, un accord bilatéral est trouvé au sujet de la perte du bâtiment acheté par l'Estonie en 1936, la France décidant de dédommager Tallinn pour lui permettre d'acquérir un nouvel immeuble. La Lettonie et la Lituanie signent au même moment des accords du même ordre. Le président français Jacques Chirac effectue une visite dans la capitale estonienne la même année. En 2005, l'Estonie achète un nouveau bâtiment, où l'ambassade siège toujours de nos jours : il s'agit d'un hôtel particulier situé 17 rue de La Baume (8e arrondissement).

## Situation et architecture
L'ambassade se situe dans une rue calme, non loin de l'avenue des Champs-Élysées. Il s'agit d'un petit immeuble avec une façade en pierre, des fenêtres arrondies en mansarde, orné de balustrades en fer forgé. Construit en 1864, il a conservé sa façade originelle, mis à part le porche voûté et le portail. Le hall d'entrée n'est pas non plus d'origine. Lors d'une rénovation entreprise dans les années 1970, un bâtiment est érigé dans la cour intérieure. À l'époque, des structures légères sont ajoutées dans les intérieurs (revêtements de sol, plafonds suspendus, contre-cloisons), finalement éliminés lors de travaux entrepris en 2005. Ils permettent de révéler des éléments d'origine jusque là cachés (moulures en stuc sur les plafonds, parquet mosaïque en bois précieux, battants de porte). Le motif de l'ancien parquet a été dupliqué afin d'être installé dans les pièces qui en étaient dépourvues, au rez-de-chaussée et au premier étage (pièces de réception et de réunion) de même que pour les portes anciennes, qui ont inspiré la fabrication des nouvelles.
Le projet de rénovation prévoit de préserver l'aspect du bâtiment, conduisant au nettoyage de la façade, au remplacement du portail moderne en acier par un nouveau, fabriqué selon le modèle des entrées parisiennes traditionnelles. Une entrée séparée est aménagée pour accéder au consulat. Côté cour, les travaux conduisent aussi à la rénovation de la façade, à la fermeture du balcon du deuxième étage, tandis qu'une petite construction est érigée dans la cour. Cette dernière est dallée, de même que le toit-terrasse, désormais couvert par un auvent de verre permettant d'organiser des réceptions.

## Ambassadeurs d'Estonie en France

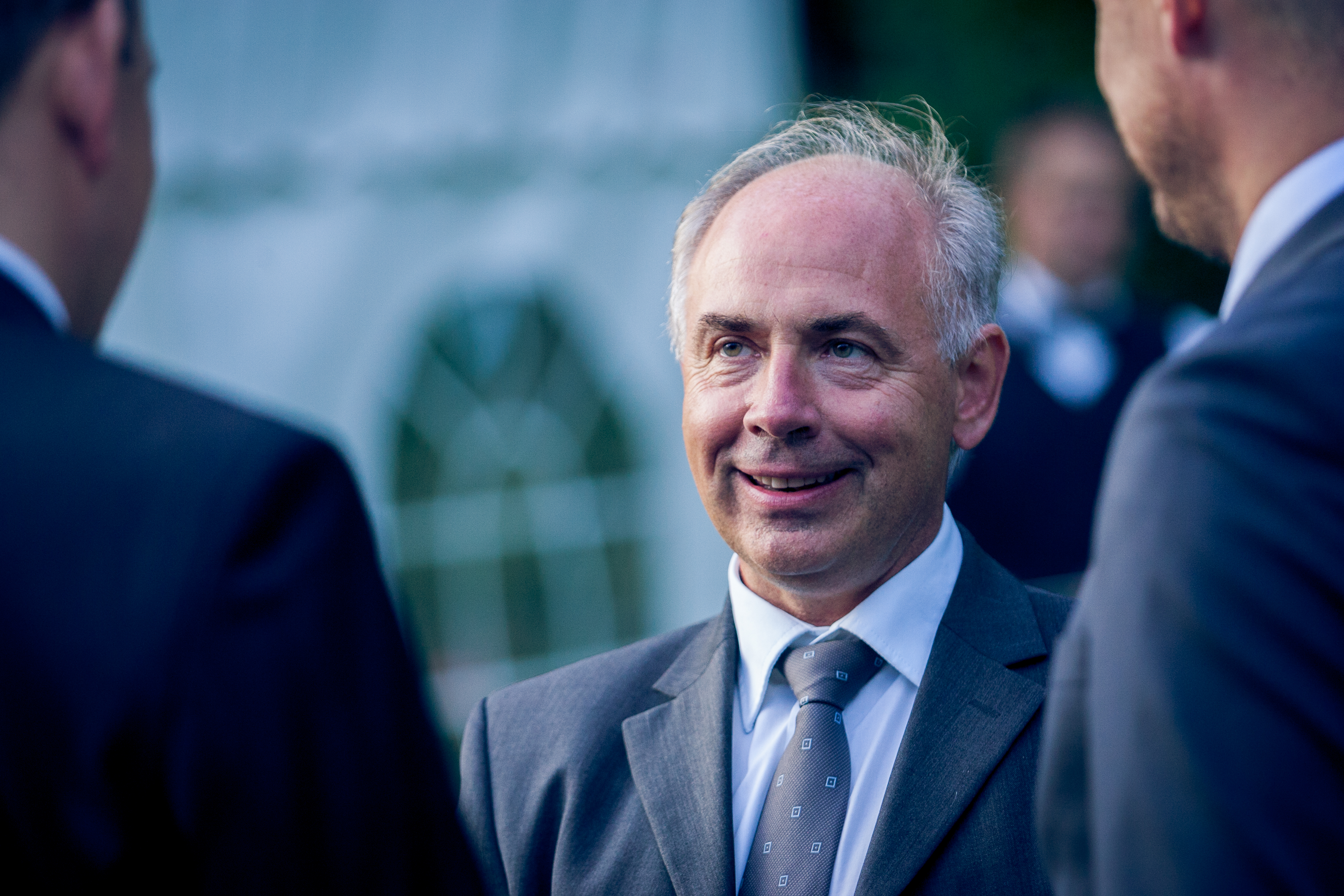
Clyde Kull est l'ambassadeur d'Estonie en France de 2019 à 2021.

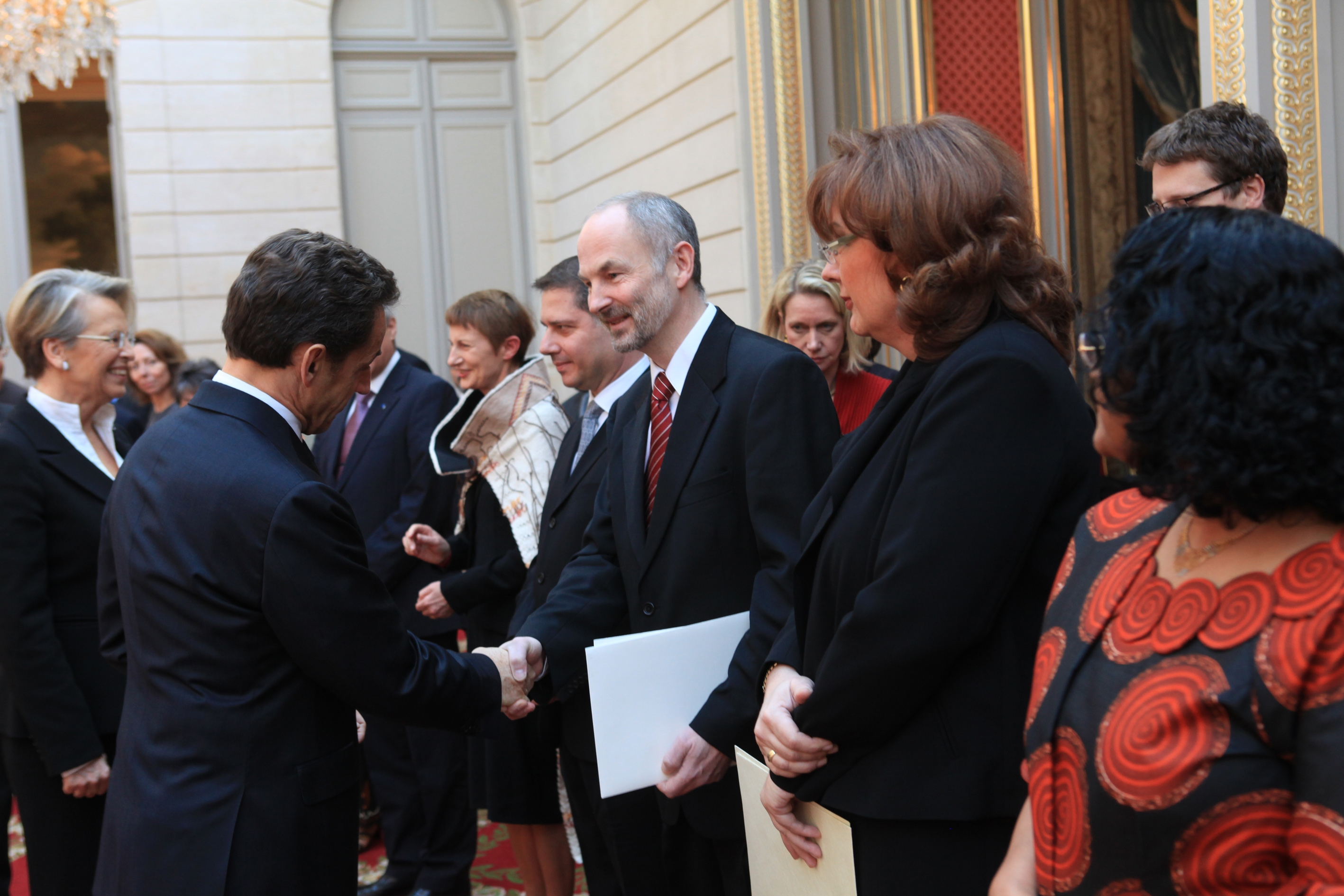
Sven Jürgenson remet ses lettres de créance à Nicolas Sarkozy le 3 décembre 2010.

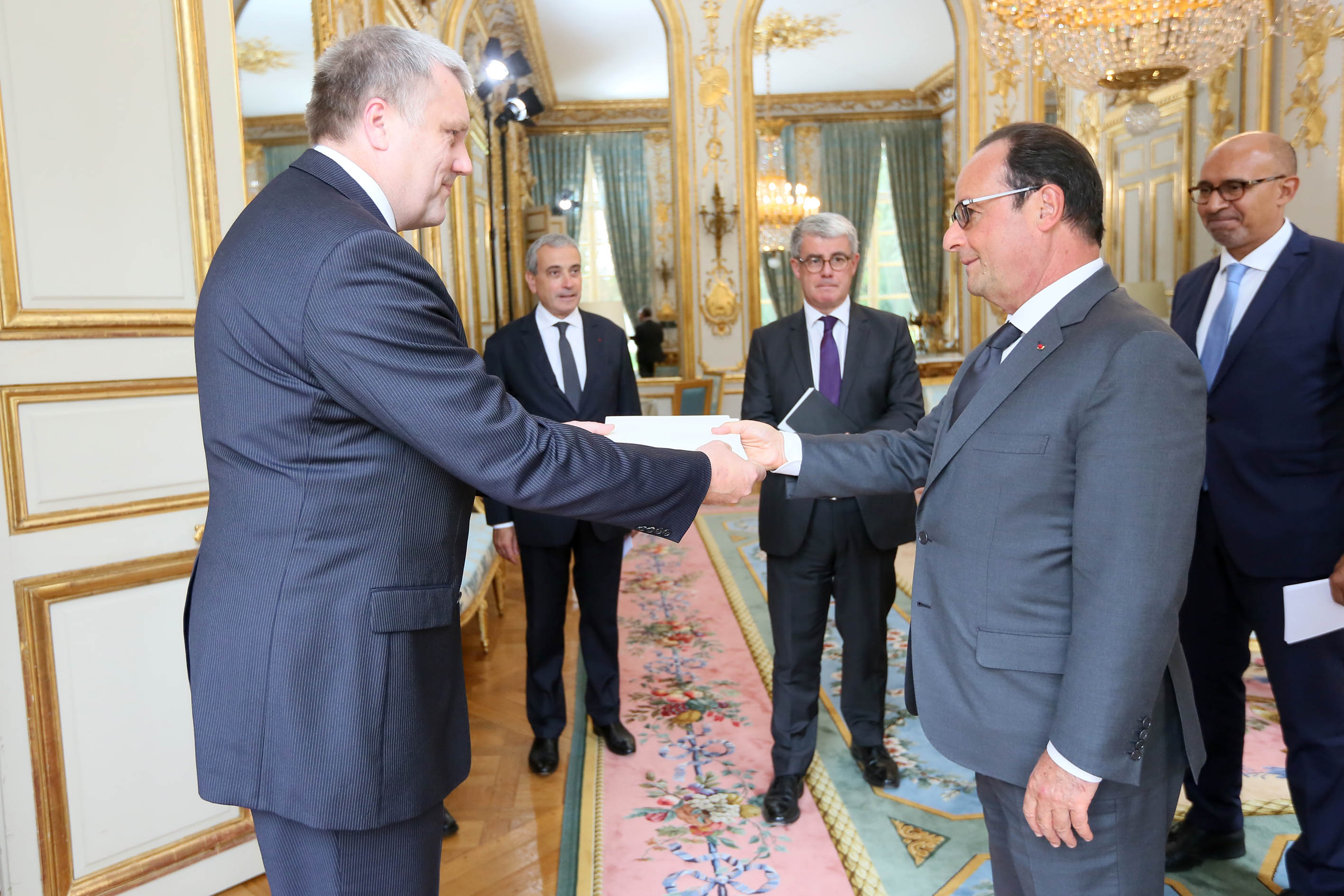
Alar Streimann remet ses lettres de créance à François Hollande le 8 septembre 2015.

| Date de nomination | Date de nomination | Date de remise des lettres de créance | Date de remise des lettres de créance | Ambassadeur                      |
| ------------------ | ------------------ | ------------------------------------- | ------------------------------------- | -------------------------------- |
| ?                  |                    | 19 mai 1921                           | [ JORF 1 ]                            | Kaarel Robert Pusta              |
| ?                  |                    | 20 janvier 1933                       | [ JORF 2 ]                            | Otto Strandman                   |
| ?                  |                    | 1939                                  |                                       |                                  |
|                    |                    |                                       |                                       |                                  |
| ?                  |                    | 1991                                  |                                       | Male Talvet (chargée d'affaires) |
| ?                  |                    | 1993                                  |                                       | Andres Tomasberg                 |
| ?                  |                    | 10 février 1998                       | [ JORF 3 ]                            | Ruth Lausma-Luik                 |
| ?                  |                    | 20 février 2002                       | [ JORF 4 ]                            | Andres Talvik                    |
| ?                  |                    | 8 septembre 2006                      | [ JORF 5 ]                            | Margus Rava                      |
| ?                  |                    | 3 décembre 2010                       | [ JORF 6 ]                            | Sven Jürgenson                   |
| ?                  |                    | 8 septembre 2015                      | [ JORF 7 ]                            | Alar Streimann (et)              |
| ?                  |                    | 10 décembre 2019                      | [ JORF 8 ]                            | Clyde Kull (et)                  |
| ?                  |                    | 2 novembre 2021                       | [ JORF 9 ]                            | Lembit Uibo                      |